# René Konen
René Konen, né le 23 avril 1921 à Binsfeld (Luxembourg) et mort le 14 novembre 1994 à Luxembourg-Ville (Luxembourg), est un joueur de football, résistant et homme politique luxembourgeois, membre du Parti démocratique (DP).